# 飛黃騰達5
飛黃騰達5為美國真人秀《飛黃騰達》的第五輯，Donald Trump為執行制作人和主持人。學徒的應聘者可以在線申請（與既往的各輯相同） 。該輯於2006年2月27日開始在美國NBC頻道播出。
在本輯的終局，Sean Yazbeck 是最后的狀元，成為Donald Trump的新學徒。 Lee Bienstock作為榜眼，被證明是非常有實力的，在本輯結束的數月后也被招聘。
在以往的各輯中，本輯是第一個未能進入Nielsen排名前50的，其觀眾少于一千萬。本輯排名51名，觀眾973萬。
飛黃騰達5是由George H. Ross和Carolyn Kepcher作為會議室評議員的最后一輯，也是概念上在完全紐約市錄制的最后一輯。隨后的名人版飛黃騰達回到過曼哈頓，評議員主要是Donald Trump的子女。

## 參賽者
參賽者不僅包括美國人，還包括了來自阿塞拜疆、英國和加拿大的應聘者。同以往一樣，Trump親自選定的應聘者。但他第一次直接指定了起始的項目經理，而沒有按照性別或者教育背景確定分組。隨后由經理選擇隊員建隊。
與以往不同，在本輯中獲勝隊的經理沒有解聘豁免權，因而所有人都必須非常努力，以避免被裁掉。
下表為本季度的參賽者，以其原隊伍作出排列。隊伍最初以當初的分組方法：一組隊伍名為淘金者(Gold Rush)，另一組的隊伍名為協力者(Synergy)。
| Team 1 | Team 2 |
| ------ | ------ |
| 淘金者 | 協力者 |

| 參賽者姓名                         | 譯名   | 年齡 | 家鄉                      | 結果         |
| ---------------------------------- | ------ | ---- | ------------------------- | ------------ |
| Sean Yazbeck - 退休咨詢            | 尚恩   | 33   | 英國 / 佛羅里達州         | 獲得最後勝利 |
| Lee Bienstock - 商務分析           | 里     | 22   | 紐約州                    | 最后一周解聘 |
| Allie Jablon - 醫藥銷售經理        | 愛莉   | 30   | 南卡羅來納州              | 第13周解聘3  |
| Roxanne Wilson - 上訴律師          | 樂珊   | 26   | 德克薩斯州                | 第13周解聘3  |
| Tammy Trenta - 財務經理            | 譚美   | 33   | 新澤西州 / 加利福尼亞州   | 第12周解聘   |
| Michael Laungani - 管理咨詢        | 米高   | 29   | 紐約州                    | 第11周解聘   |
| Tarek Saab - 高科技經理            | 泰力   | 27   | 馬薩諸塞州 / 德克薩斯州   | 第10周解聘2  |
| Charmaine Hunt - 房地產咨詢        | 莎明   | 27   | 田納西州                  | 第10周解聘2  |
| Andrea Lake - 大頭貼公司經理       | 安芝亞 | 31   | 加利福尼亞州 / 新墨西哥州 | 第9周解聘    |
| Leslie Bourgeois - 房地產代理      | 萊斯利 | 28   | 路易斯安娜州              | 第8周解聘    |
| Lenny Veltman - 貿易公司所有人     | 倫尼   | 37   | 烏茲別克斯坦 / 新澤西州   | 第7周解聘    |
| Bryce Gahagan - 住宅開發商         | 拜斯   | 28   | 密蘇里州                  | 第6周解聘    |
| Dan Brody - 服裝公司所有人         | 丹     | 31   | 新澤西州                  | 第5周解聘    |
| Brent Buckman - 律師               | 本特   | 30   | 佛羅里達州                | 第4周解聘    |
| Theresa Boutross - 心理醫療師      | 提莉莎 | 36   | 伊利諾州                  | 第3周解聘    |
| Stacy Schneider - 刑事犯罪辯護律師 | 絲達斯 | 38   | 紐約州                    | 第2周解聘1   |
| Jose "Pepi" Diaz - 律師            | 朋比   | 25   | 佛羅里達州                | 第2周解聘1   |
| Summer Zervos - 餐館主             | 心瑪   | 30   | 加利福尼亞州              | 第1周解聘    |

1 - Trump 宣布在第2周有兩位參賽者會被解聘。Stacy Schneider 被先解聘, Jose "Pepi" Diaz 隨后被解聘.

2 - Trump 宣布在第10周有兩位參賽者會被解聘。Charmaine Hunt 被先解聘, Tarek Saab 隨后被解聘.

3 - Trump 宣布在第13周有兩位參賽者會被解聘。 Roxanne Wilson 和 Allie Jablon 被解聘.

## 隊伍的構成
- 因為Tarek宣稱有很高的智商，Trump第一次選他為項目經理.
- 出于對哈佛商學院的尊敬, Trump選擇Allie為另一隊的項目經理.
- 以下為每周的項目經理:

|          | 淘金者    | 協力者  |
| 項目經理 | Tarek     | Allie   |
| 1        | Dan       | Tammy   |
| 2        | Bryce     | Andrea  |
| 3        | Charmaine | Michael |
| 4        | Leslie    | Sean    |
| 5        | Theresa   | Roxanne |
| 6        | Lee       | Stacy   |
| 7        | Summer    | Pepi    |
| 8        | Lenny     | Brent   |

## 每週戰果
| 參賽者           | 原隊伍 | 第八週時 | 第十一週時 | 最后一周時 | 結果           | 項目經理時成蹟                             |
| ---------------- | ------ | -------- | ---------- | ---------- | -------------- | ------------------------------------------ |
| Sean Yazbeck     | 協力者 | 協力者   | 淘金者     | 協力者     | 受雇于Trump    | 2-0 (勝利于第6周和第12周)                  |
| Lee Bienstock    | 淘金者 | 淘金者   | 淘金者     | 淘金者     | 解聘于最后一周 | 3-1 (勝利于第2, 第9和第13周, 失敗于第11周) |
| Allie Jablon     | 協力者 | 協力者   | 協力者     |            | 解聘于第13周   | 1-2 (勝利于第周1, 失敗于第9周和第13周)     |
| Roxanne Wilson   | 協力者 | 協力者   | 協力者     |            | 解聘于第13周   | 2-0 (勝利于第5周和第11周)                  |
| Tammy Trenta     | 協力者 | 協力者   | 協力者     |            | 解聘于第12周   | 1-2 (勝利于第10周, 失敗于第4 周和第12周)   |
| Michael Laungani | 協力者 | 淘金者   | 淘金者     |            | 解聘于第11周   | 1-0 (勝利于第7周)                          |
| Tarek Saab       | 淘金者 | 淘金者   |            |            | 解聘于第10周   | 0-1 (失敗于第1周)                          |
| Charmaine Hunt   | 淘金者 | 淘金者   |            |            | 解聘于第10周   | 1-1 (勝利于第4周, 失敗于第10周)            |
| Andrea Lake      | 協力者 | 協力者   |            |            | 解聘于第9周    | 2-0 (勝利于第3周和第8周)                   |
| Leslie Bourgeois | 淘金者 | 淘金者   |            |            | 解聘于第8周    | 0-1 (失敗于第8周)                          |
| Lenny Veltman    | 淘金者 |          |            |            | 解聘于第7周    | 0-1 (失敗于第7周)                          |
| Bryce Gahagan    | 淘金者 |          |            |            | 解聘于第6周    | 0-1 (失敗于第6周)                          |
| Dan Brody        | 淘金者 |          |            |            | 解聘于第5周    | 0-1 (失敗于第5周)                          |
| Brent Buckman    | 協力者 |          |            |            | 解聘于第4周    |                                            |
| Theresa Boutross | 淘金者 |          |            |            | 解聘于第3周    | 0-1 (失敗于第3周)                          |
| Jose "Pepi" Diaz | 協力者 |          |            |            | 解聘于第2周    | 0-1 (失敗于第2周)                          |
| Stacy Schneider  | 協力者 |          |            |            | 解聘于第2周    |                                            |
| Summer Zervos    | 淘金者 |          |            |            | 解聘于第1周    |                                            |

|           | 1    | 2    | 3    | 4    | 5    | 6    | 7    | 8    | 9    | 10   | 11   | 12   | 13   | 14   | 15   |  |
| --------- | ---- | ---- | ---- | ---- | ---- | ---- | ---- | ---- | ---- | ---- | ---- | ---- | ---- | ---- | ---- |  |
| Sean      | 晉級 | 晉級 | 晉級 | 晉級 | 晉級 | 獲勝 | 晉級 | 晉級 | 晉級 | 晉級 | 評議 | 獲勝 | 晉級 | 晉級 | 獲勝 |  |
| Lee       | 評議 | 獲勝 | 晉級 | 晉級 | 評議 | 評議 | 晉級 | 評議 | 獲勝 | 晉級 | 失敗 | 晉級 | 獲勝 | 晉級 | 失敗 |  |
| Allie     | 獲勝 | 晉級 | 晉級 | 晉級 | 晉級 | 晉級 | 晉級 | 晉級 | 失敗 | 晉級 | 晉級 | 晉級 | 失敗 |      |      |  |
| Roxanne   | 晉級 | 晉級 | 晉級 | 晉級 | 獲勝 | 晉級 | 晉級 | 晉級 | 晉級 | 晉級 | 獲勝 | 晉級 | 解聘 |      |      |  |
| Tammy     | 晉級 | 晉級 | 晉級 | 失敗 | 晉級 | 晉級 | 晉級 | 晉級 | 晉級 | 獲勝 | 晉級 | 失敗 |      |      |      |  |
| Michael   | 晉級 | 評議 | 晉級 | 晉級 | 晉級 | 晉級 | 獲勝 | 晉級 | 晉級 | 晉級 | 解聘 |      |      |      |      |  |
| Tarek     | 失敗 | 晉級 | 評議 | 晉級 | 評議 | 晉級 | 晉級 | 晉級 | 晉級 | 解聘 |      |      |      |      |      |  |
| Charmaine | 晉級 | 晉級 | 晉級 | 獲勝 | 晉級 | 晉級 | 晉級 | 晉級 | 晉級 | 失敗 |      |      |      |      |      |  |
| Andrea    | 晉級 | 晉級 | 獲勝 | 晉級 | 晉級 | 晉級 | 晉級 | 獲勝 | 解聘 |      |      |      |      |      |      |  |
| Leslie    | 晉級 | 晉級 | 晉級 | 晉級 | 晉級 | 晉級 | 晉級 | 失敗 |      |      |      |      |      |      |      |  |
| Lenny     | 評議 | 晉級 | 評議 | 晉級 | 晉級 | 評議 | 失敗 |      |      |      |      |      |      |      |      |  |
| Bryce     | 晉級 | 晉級 | 晉級 | 晉級 | 晉級 | 失敗 |      |      |      |      |      |      |      |      |      |  |
| Dan       | 晉級 | 晉級 | 晉級 | 晉級 | 失敗 |      |      |      |      |      |      |      |      |      |      |  |
| Brent     | 晉級 | 評議 | 晉級 | 解聘 |      |      |      |      |      |      |      |      |      |      |      |  |
| Theresa   | 晉級 | 晉級 | 失敗 |      |      |      |      |      |      |      |      |      |      |      |      |  |
| Pepi      | 晉級 | 失敗 |      |      |      |      |      |      |      |      |      |      |      |      |      |  |
| Stacy     | 晉級 | 解聘 |      |      |      |      |      |      |      |      |      |      |      |      |      |  |
| Summer    | 解聘 |      |      |      |      |      |      |      |      |      |      |      |      |      |      |  |

  應聘成功
  任項目經理獲勝
  任項目經理失敗
  進入會議室評議
  解聘
  任項目經理失敗而解聘

### 第一周: Summer of Sam's Club
- 播出日期: 2006年2月27日
- 贊助公司: 沃爾瑪 和 固特異輪胎與橡膠公司
- 序幕: 特朗普抵達在紐約的共和機場。喬治和卡羅琳已經在那里等待。隨后，他們把已經在飛機上的各位候選人引見給特朗普。大家回到跑道上，特朗普讓每位候選人說幾句話介紹自己。
  - 作為新的開始，特朗普選擇Tarek和Allie作為第一項任務的項目經理并組建他們各自的隊伍。
  - Allie被選為項目經理后, Jose "Pepi" Diaz|Pepi建議他們的隊伍起名為協力而Brent建議為殺手直覺。 項目經理Tarek把他的隊伍命名為淘金者。
- 任務: 通過給予免費贈品，促銷盡可能多的山姆會員店會員資格，包括新會員和升級會員。 每隊可以使用一個飛艇 ，由固特異提供。
- 淘金者項目經理: Tarek
- 協力者項目經理: Allie
- 獲勝隊: 協力者
  - 協力隊的獎賞: 在賓夕法尼亞俱樂部與特朗普共進午餐.
- 失敗隊: 淘金者
  - 失敗原因: Summer的態度有問題，在她打了一通電話之后就放棄了，而沒有盡可能多的打電話聯繫客戶。在進入會議室之前，她對所在的隊伍取勝缺乏自信，因為失敗只是8%的劣勢。Tarek把手提袋誤用作禮品袋（內無他物）。雖然手提袋是免費的，卻沒能換來新成員。
  - 進入會議室評議: Tarek, Summer, Lenny 和 Lee
    - 解聘決定: 在Lee和Lenny把Tarek身為項目經理卻缺少常識的問題說明給特朗普后, Summer插嘴做更正。這個舉動非常不明智。特朗普說他就要準備解聘Tarek，但是Summer缺乏判斷力和沒能出力更加令他不滿。因而Summer被解聘。

  - 被解聘: Summer，因她態度不佳、缺少策略缺乏判斷力和沒能出力。
- NBC上的精彩回放

### 第二周: The Razor's Edge
- 播出日期: 2006年3月6日
- 主辦公司: 宝洁公司
- 任務: 通過邀請人們發特定的短消息到指定的號碼，促銷吉列融合 剃須刀片，得到最多短消息的隊伍獲勝。
- 淘金者項目經理: Lee
- 協力者項目經理: Pepi
  - 任務艱難之處: 在談論商品廣告時，Stacy 感覺到 Brent對她有敵意的威脅。隨后發生了一些摩擦，浪費了團隊的時間。Pepi 未能控制局勢，敵對情緒拖垮了整個團隊。
- 獲勝隊: 淘金隊
  - 淘金隊的獎賞: 協助非營利組織 事業上進 （页面存档备份，存于）。該組織的使命是激發處于弱勢的男子，幫助他們尋找和保持可以支撐他們和他們家庭的就業機會，并且打理他們有更好的服飾。
- 失敗隊: 協力
  - 失敗原因: 協力未能早起，沒有站得先機。特朗普說在協力來到街上的時候，淘金者已經收到了100個文字訊息。淘金者預先選定了合適的位置，而協力隊依賴紐約人Stacy選位置。雖然她用了地圖，位置卻很不理想。 Michael的穿著浴袍促銷吉列融合剃須刀的方式證明是非常不妥當的。
  - 飛黃騰達中的第一次: 通常特朗普在評議后才進行多人解聘，但是這次在會議室的評議中，Bill Rancic報告協力隊協作不利，劣勢達到50%，是大潰敗，特朗普認為該隊實在難以差強人意，直接決定裁掉兩個隊員。
  - 進入會議室評議: Pepi, Brent, Stacy, Michael
    - 決定: 特朗普告訴Michael儘管浴袍促銷的主意很糟糕，但他還算有潛力，還給他一個機會。雖然Brent頂撞Stacy招致全隊的不滿, 特朗普決定給他一次機會，因為Pepi領導的責任更大。

  - 被解聘: Pepi 和 Stacy 因他們各自的原因被解雇。監管隊員都表現不佳，特朗普關注以下的問題:
    - Stacy 被解聘是因為她位置選擇失敗和過分夸大她和Brent的衝突。
      - 位置選擇非常重要，特朗普認定位置不佳是關鍵的錯誤。
      - 特朗普不相信身為刑事犯罪辯護律師的Stacy會害怕Brent。

    - Pepi 被解聘是因為未能使團隊協作，在有衝突的時候沒能控制局面而失去隊員的信任和尊敬。
- 特別之處:
  - 這是第一次，特朗普在會議室沒有喬治也沒有卡洛琳陪同。Ivanka Trump替代卡洛琳,Bill Rancic替代喬治。
  - 這是飛黃騰達史上第五次兩個或兩個以上的人在同一周被解僱.
  - Andrea 看到Brent從會議室回來時，感到收到了極大傷害，她哭了，把自己反鎖在浴室內。
- NBC上的精彩回放

### 第三周: Get It In Gear
- 播出日期: 2006年3月13日
- 主辦公司: 通用汽车公司
- 任務: 通過與通用汽车公司執行人員在一起的休憩會，促銷2007年新款雪佛蘭太浩(Chevrolet Tahoe)。獲勝者由通用汽车公司執行人員確定[2]。
- 淘金者項目經理: Theresa
- 協力者項目經理: Andrea
- 獲勝隊: 協力
  - 協力隊的獎賞: 去 亞特蘭蒂斯海洋世界 （页面存档备份，存于）, 與鯊魚水下共舞
    - Sean認為這是完成任務后，團結隊伍的良好方式。但是他和其他隊員說Brent該被鯊魚咬。
- 失敗隊: 淘金者
  - 失敗原因: Charmaine 雇傭喜劇演員 Cory Kahaney 在午餐時為執行人員表演，但是她粗俗的語言、偏見的笑話令人作嘔。Theresa讓Tarek負責創意，Bryce負責高爾夫球。但她未能聽從Tarek關于人工草坪和娛樂主題的意見，只是認定要有品位而租用了和雪佛蘭太浩無關的馬車。她也沒能安排合適人為公司執行人員介紹車的新特性，而是用Charmaine雇傭的毫無經驗的模特。由Bryce在活動開始之前培訓模特20分鐘。
  - 進入會議室評議: Theresa, Lenny, Tarek
  - 被解聘: Theresa, 因為她沒有把Charmaine留到會議室評議。 Charmaine有致使任務失敗的絕對責任。Theresa缺少知識、領導能力差成為她被評議的主要原因。
    - 雖然Tarek提出過活動的主題和人工草坪的問題，Theresa 并沒有把他提到會議室。
- 特別之處:
  - 該集是在2005年10月3日-10月5日拍攝的, 時值猶太新年。這是第一次兩位猶太隊員離隊去過節 — Lee Bienstock 和 Dan Brody。 Bill Rancic 替代喬治，因為喬治也去過節了。
    - Lenny 也表明自己是猶太人，但他沒有去過節。他說以色列國防軍 的戰士過節之時仍然堅守崗位。
- NBC精彩回放

### 第四周: Cereal Killer
- 播出日期: 2006年3月20日
- 主辦公司: Post Cereals
- 任務: 設計廣告牌促銷葡萄堅果谷物。由公司執行人員確定好壞。
- 淘金者項目經理: Charmaine
- 協力者項目經理: Tammy
  - 任務艱難之處: Tammy不委任Brent任何實質性的工作, 也不接受他的意見和建議，將其孤立。
- 獲勝隊: 淘金者
  - 淘金隊的獎賞: 在特朗普紐約國際大酒店與世界級的大廚Jean-Georges一同準備晚餐。
    - Lenny,前餐廳東主，決定增列一些卡宴辣椒在Jean-Georges的招牌菜餚中。Bryce並不贊同。
- 失敗隊: 協力
  - 失敗原因: Tammy密集的概念和 Andrea龐雜的圖形致使協力隊的廣告牌有太多的色彩，太多的文字，缺乏動態感和新鮮感，難以吸引人。健康美味的谷物特點未能予以表現，男模特也沒能表現出父親的形象。
    - 協力隊沒有給Brent任何好的委任。

  - 進入會議室評議: 沒有進入第二次評議，Brent就解聘。
  - 被解聘: 儘管Tammy 和 Andrea 設計的文字和圖形是失敗的主要原因, Brent在會議室直言不諱批評Tammy是臭項目經理，特朗普表示很不滿。特朗普決定解聘Brent，因為他確實給團隊帶來了負面影響。
- 特別之處:
  - 飛黃騰達史上的第四次沒有進入第二次評議就裁人。
  - Tammy 是第二位失敗卻沒有被解聘的項目經理。
  - Roxanne 在會議室意外刺激了 Andrea，說 Tammy是最佳的項目經理。 Andrea 對這一表述非常不滿，在隨后的任務上報復Roxanne。這是Roxanne 和 Andrea 衝突的起始。在第九周的任務中Allie和Tammy聯合，致使Andrea解聘。Sean 曾經進行調停。
  - Ivanka Trump 替代卡羅琳進行評議。
- NBC精彩回放

### 第五周: Cruise Control
- 播出日期: 2006年3月27日
- 主辦公司: 挪威郵輪 （页面存档备份，存于）
- 任務: 制作30秒的電視廣告宣傳挪威郵輪自由行
  - 這是連續第三次，由公司執行人員評價優劣。
  - 廣告的錄制和編輯在下午3點之前必須結束，屆時挪威郵輪離港，否則就直接算是失敗。
- 淘金者項目經理: Dan
  - 任務艱難之處: Dan 未能把任務合理安排。Lee，Lenny，Charmaine和Leslie都不滿意。
- 協力者項目經理: Roxanne
- 獲勝隊: 協力
  - 協力隊的獎賞: 造訪鉆石地窖, 獲得價值$30,000的鉆石。
- 失敗隊: 淘金者
  - 失敗原因: 雖然兩個團隊都很好的介紹了自己的廣告，淘金隊的概念不明晰，Lenny漂流者獲救的故事不吸引人。 Dan和Tarek用文字而不是語音的方式處理，致使效果不佳。Lenny一開始就反對Tarek的建議，要求用語言不用文字。
  - 進入會議室評議: Dan, Lee, Tarek
  - 被解聘: Dan擔心Lenny指責他缺少領導能力而未把他帶入會議室。Dan只對Tarek言聽計從致使特朗普不滿。
- 特別之處:
  - Bill Rancic在本輯中第三次替代喬治。
  - 本輯中第二次因項目經理未把責任人員帶入會議室而項目經理被裁。
  - 特朗普諷刺Tarek說Mensa的門檻太低, Tarek犯了太多的錯。
  - 特朗普裁掉Dan后, 讓Lee和Tarek給Lenny警告，他的時日也不多了。
- NBC精彩回放

### 第六周: King Of The Jingle
- 播出日期: 2006年4月3日
- 主辦公司: Arby's （页面存档备份，存于）
- 任務: 為Arby新上線的自然的雞塊系列產品，制作30秒的商業廣告歌曲。
  - 有錄音棚和專業音樂家協助
  - 這是連續第四次，由公司執行人員評價優劣。
- 淘金者項目經理: Bryce
  - 任務艱難之處: 淘金者錯過與公司執行人員約定的時間，犯商業中的大忌
- 協力者項目經理: Sean
- 獲勝隊: 協力
  - 協力隊的獎賞: 在Essex House的Alain Ducasse品六道菜構成的極品松露，價值$4000 USD/lb， 來自意大利
    - 特朗普說雖然他有很多機會吃這些奢侈的佳肴，但他更愿意吃Arby的牛肉三明治。
      - 在曼哈頓島上只有一家Arby餐館。
      - 特朗普說在Essex House的Alain Ducass不是人人都吃得起的。
      - 至此，特朗普喜歡的美食是Arby的牛肉三明治，漢堡包和皮薩。
        - 漢堡包和皮薩在飛黃騰達3中提及到。
- 失敗隊: 淘金者
  - 失敗原因: 淘金者比約定時間晚25分鐘會見公司執行人員，致使歌曲沒有相關的關鍵詞。
    - Bill Rancic提出遲到問題令特朗普很吃驚。
      - 在紐約，考慮足夠的時間以赴約是非常必要的。
      - 商業上赴約要有至少 10-15 分鐘的余地。淘金隊25分鐘的遲到顯然怠慢了公司執行人員。

  - 進入會議室評議: Bryce, Lee, Lenny
  - 被解聘: Bryce 帶 Lee 和 Lenny 到會議室，而不是帶對歌詞和樂曲有責任的 Tarek 和 Charmaine。Bryce的決策明顯缺乏依據。
- 特別之處:
  - 本集播放于東部時間10PM, 中央時間9PM。
  - 拍攝時間在贖罪日, Lee再次離隊去過節。
    - Bill Rancic替代喬治，喬治去過節。

  - 在第二次評議前，Charmaine在抽泣的進入電梯回到套間。
  - 在第一次評議前展現特朗普和評議員的場景被裁去。
  - 本輯中第三次因項目經理未把責任人員帶入會議室而項目經理被裁。
  - 本輯中第一次，有一隊有兩連勝。
- NBC精彩回放

### 第七周: It's More Than Decor
- 播出日期: 2006年4月10日
- 主辦公司: Ace 硬件 （页面存档备份，存于） 和美國男孩女孩俱樂部
- 任務: 為Ace硬件和美國男孩女孩俱樂部出資的希望之地新面孔項目翻新和塑造有交互的娛樂休閑空間。
  - 評價標準是創新性，功能性和更新性。
  - 這是連續第五次，由執行人員評價優劣。
- 淘金者項目經理: Lenny
  - 任務艱難之處: Lenny在與執行人員會面時未能很好交流。
- 協力者項目經理: Michael
  - 困難: Michael 因不果斷受質疑。(他曾咨詢Sean, Allie, 和 Roxanne 挑選油漆的顏色). Sean 在背后議論時，直接批評 Michael 是個窩囊廢。在獲勝隊宣布之前，Andrea 和 Tammy 告訴 Michael他是個很糟糕的領導，協力勝利和他沒有關係。Michael感到比較失落。
- 獲勝隊: 協力
  - 協力隊的獎賞: 由 祝愿以償基金會 （页面存档备份，存于） 提供資助幫助一個名為Dasheaira的身患癌癥8歲女孩在玩具反斗城玩具店購物。
- 失敗隊: 淘金者
  - 失敗原因: 協力隊的娛樂活動種類多樣，有商業的重要主題-團隊協作。淘金者與執行人員的交流活動只有10分鐘，而協力有45分鐘。淘金者的主題也非常窄。
  - 進入會議室評議: 沒有進入第二次評議
    - 沒有第二次評議的原因: 雖然特朗普同意Lenny帶1-3個人進行第二次評議，但是Lenny犯了致命的錯誤，他要第二次評議他堅定的支持者Lee。特朗普, 比爾和卡羅琳一致認為Lenny的領導能力有限，沒有再次評議的必要了。

  - 被解聘: Lenny，因為他在關鍵的時候沒有支持和鼓勵他的團隊(他完全沒有管團隊的Tarek, Charmaine, 和 Leslie布置娛樂室的困難。), 整個領導技巧笨拙，缺少能動性，決策失誤，與執行人員交流不善。
- 特別之處:
  - 比爾和卡羅琳 (比爾替代喬治) 在Lenny被裁后向特朗普證實，毫無疑問 Lenny確實是缺乏關注焦點，不夠務實，沒有明確的領導方向。
  - 本輯的第二次沒有進入第二次評議就裁人。第一次直接被裁的是Brent。
  - Lenny被裁應征了在 飛黃騰達2中第8周同樣因領導力不強悍而Elizabeth Jarosz被裁。
- NBC精彩回放

### 第八周: A Slice of Heaven
- 播出日期: 2006年4月10日 (第二集)
- 主辦公司: 7-Eleven
- 項目前重組: 淘金者只剩四位隊員，Michael主動加入淘金者。在特朗普詢問隊員交換的時候，協力隊的隊員均保持沉默，等待Michael主動提出離去。
- 任務: 利用特朗普和7-Eleven聯合提供的7-Eleven店，促銷一種7-Eleven新上線的比薩三明治。
  - 以促銷帶來的增幅定勝負。
- 淘金者項目經理: Leslie
  - 任務艱難之處: Lee嘗試用合理的低價批發比薩三明治，Leslie不同意。7-Eleven 的總監和經理曾抱怨定價太高了。
- 協力者項目經理: Andrea
- 獲勝隊: 協力
  - 協力隊的獎賞: 以豪華航班飛抵華盛頓，與紐約州參議員Chuck Schumer共享高級賓館。
- 失敗隊: 淘金者
  - 失敗原因: 淘金者定價太高了。
    - 淘金者帶來的增幅為608%
    - 協力帶來的增幅為997%
    - 雖然卡羅琳不喜歡用帽子促銷的主意，但是協力隊低價的策略確保他們獲勝。

  - 進入會議室評議: Leslie 和 Lee
  - 被解聘: Leslie，因為她定價過高，不了解定價的含義，不懂7-Eleven的目標市場，沒能聽從Lee的低價銷售建議。
- 特別之處:
  - 飛黃騰達史上的第一次, 特朗普單獨一人安排任務，而喬治和卡羅琳在任務開始后才出現。
  - Lee 在從裁了Lenny的第七周會議返回后哭了，這讓兩隊的隊員都非常震驚。他為Lenny包不平，但是隊員認為只是有點幼稚，Sean 和 Andrea 不認為為Lenny的離去有什么難過，他不值得這樣的尊敬。
  - Indy Racing League的賽車手Tony Kanaan是7-Eleven的官員, Andretti Green Racing 中本田#11的贊助商和本次任務的贊助商。
  - 喬治返回，當評議員
  - Leslie 在過生日的當天被裁。
  - 在開始的四個星期兩隊前所未有的拉鋸戰后，協力以6-2對淘金者四連勝。
  - Andrea說她是素食主義者。
  - 按照計劃本集的播放時間應為2006年4月17日，比薩三明治在美國和加拿大的上市時間應為第二天-2006年4月18日。因時間調整，本集提前播出。
  - 同第六周一樣，在第一次評議前展現特朗普和評議員的場景被裁去。Yahoo的場景和NBC實際放映的版本都是這樣。
- NBC精彩回放

### 季中亮點
- 播出日期: 2006年4月23日 和 2006年4月24日，CNBC頻道
- 本集是由前面各集的精彩回放和未播出的花絮場景構成的。
- 特朗普信任的選手之間其實有很多的背后中傷和問題。
- 和輯回顧一樣，由特朗普親自解說。
- 可以在iTunes Store上唯一免費下載的一集。
- 有以后幾周“最終工作面試”的介紹

### 第九周: Assault on Battery
- 播出日期: 2006年4月24日
- 主辦公司: Ameriquest
- 任務: 造訪愛麗島，為紐約市的國家公園設計一個紀念品并銷售。
  - 有圖形設計人員幫助實現紀念品的設計。
  - 紀念品的銷售量決定勝負。
- 淘金者項目經理: Lee
- 協力者項目經理: Allie
  - 任務艱難之處: 協力隊起床太晚失去了在巴特里公园銷售的機會。他們的備用計劃是登上愛麗島去銷售。小特朗普評價說這是個很糟糕的機會。Andrea也曾在最后時刻提到批發的方式，但總體上小特朗普對協力隊的凌亂銷售策略很不滿意。
- 獲勝隊: 淘金者
  - 淘金者四連敗后的首個勝利。
  - 淘金隊的獎賞: 和特朗普、Vijay Singh共同打高爾夫球，球桿由PGA Pro Golf Player提供。
- 失敗隊: 協力
  - 失敗原因: Allie 和 Tammy在關機的時候不得已返回愛麗島博物館拿落下的筆記。Ivanka認為這是不負責的行為。Andrea雖然號稱是電腦設計專家，但她的旅游冊很不理想。協力隊起床太晚，應征了吉利任務中的失利。登上愛麗島去銷售非常不好，大多數游客是從巴特里公园來的，他們已經有淘金者的紀念品。
    - 淘金隊銷售額 $1548.68
    - 協力隊銷售額 $843.40
    - 優勢比率 45.5%
    - 戲劇性的緊張: Andrea在評議前突然失去了很多人對她的尊重。

  - 進入會議室評議: 沒有第二次評議
    - 沒有第二次評議的原因: Allie 說她比 Andrea 在7-Eleven比薩三明治的任務中銷售業績好很多。 Andrea的能力在業務操作而不是銷售、設計和其他職員工作上。她未能為隊員兌現她的承諾。Sean對此保留意見。

  - 被解聘: Andrea，因為她沒有商業敏感性，設計的旅游冊太差，沒能為團隊貢獻任何實際的力量。雖然Allie最為項目經理也很差，比如她沒能管理隊伍完成設計工作，但是任務失敗是Andrea的問題造成的。
- 特別之處:
  - Charmaine對Leslie在上個星期被裁很難過。
  - 第二次喬治和卡羅琳同時不在會議室。評議和監督的工作由特朗普的子女小特朗普和Ivanka完成。
  - 第三個星期Ivanka替代卡羅琳。
  - 第三個星期小特朗普替代喬治。
  - 第一個星期NBC 和特朗普邀請人們發送手機短消息預測每個星期被裁的參賽者。如同飛黃騰達節目前的Deal or No Deal猜測結果的遊戲，每個正確的猜測有獲得$10000獎金的機會，獲獎者是隨機抽取的。人們也可以上網免費投票。一些州認為這是抽獎彩票，因為短消息是要費用的。
  - Charmaine 對Lee獲勝很不滿，雖然只有兩個選手曾當項目經理是淘金者隊獲勝的，但她認為他當項目經理只是走運。
  - Andrea被裁后，Lee抓住這個機會當項目經理，他是唯一有兩次勝利記錄的項目經理。
  - 如同Brent被裁，整個協力隊除Sean外聯合進攻Andrea。
  - 這是飛黃騰達中最長時間沒有隊員交換的一輯。
  - 第三次有參賽者在上一項任務以項目經理身份獲勝卻在后一項任務中被裁。(第二輯放棄豁免的Bradford和第四輯的Clay。還包括以后第6輯的Aaron, Aimee, Surya和Heidi等人。)
  - 特朗普在裁掉Andrea后認為他的子女漂亮的完成了評議的工作。
  - 本輯第三次沒有進入第二次評議就裁人。全輯中的第6次當場裁人。
- NBC精彩回放

### 第十周: Blow Out
- 播出日期: 2006年5月1日
- 主辦公司: The Hair Cuttery （页面存档备份，存于）
- 任務: 為在紐約區域內新開的兩家秀發連鎖店，設計一個有促銷活動的宏大的開幕式。
  - 獲勝隊是在連鎖店開幕式當天所獲的銷售額更多的隊。
- 淘金者項目經理: Charmaine
  - 任務艱難之處: Tarek 和 Lee 對 Charmaine的領導風格和組織方式非常不滿意，所以他們在散發傳單時很怠慢。Charmaine在任務結束前的三個小時犯大錯，她浪費時間為自己做頭髮。
- 協力者項目經理: Tammy
- 獲勝隊: 協力
  - 協力隊的獎賞: 在Steinway堂和倍受尊敬的音樂家Burt Bacharach合作寫一首歌。
- 失敗隊: 淘金者
  - 失敗原因: 比爾認為淘金者在計劃階段就沒有方向。協力隊銷售額$1005.47中有$363的護發產品。淘金者只有$700 的護發服務。協力隊比淘金者多得$305.47。Charmaine浪費有效時間為自己做頭髮。淘金者在開業的前一天沒有做任何的促銷計劃和活動，而只是在整理店面。
  - 進入會議室評議: 沒有第二次評議
    - 沒有第二次評議的原因: 在Charmaine和Tarek言語攻擊的時候，特朗普緘默靜聽他們相互指責。他們的爭論暴露了Charmaine領導能力懦弱，Tarek表現平庸。

  - 被解聘: Charmaine和Tarek。Charmaine犯了太多的錯誤，浪費了有效時間，沒有領導能力。 Tarek表現平庸，且在過去的任務中不服從領導。
- 特別之處:
  - 雖然算不上真正的問題，Sean批評Allie在Ameriquest任務的糟糕表現而面臨被裁的風險。
  - Tammy儘管和Sean曖昧, 她卻以項目經理的身份獲勝。
  - 第六次比爾替代喬治。
  - 這是第七次有多人在評議中被裁。不同于吉利任務，這次裁掉多人是沒有提前通知的。
    - 這是本輯中第二次有兩個人被裁。

  - 這是第二次被裁的參賽者在離開的出租車上沒有表態。另一次是飛黃騰達4中一次裁掉的四個人。
  - 本輯中第四次沒有第二次評議就裁人，總的第七次。第一次沒有再次評議而多人被裁。
  - 如同飛黃騰達4中裁掉Felisha和Alla，先裁掉一人后，大家期待可以回到套間時，特朗普又裁掉另一人。
  - 十個星期后，原來的一個隊伍已經垮掉了。Lee是淘金者起始隊伍中唯一剩下的選手。另外五人中，Allie是協力起始的項目經理，其他人依舊在協力對。
  - 兩家秀發連鎖店都在長島 (紐約) (距離曼哈頓半小時的車程。) 淘金者的店位于舊鄉村路的15號。協力的店在長灘路的3574號。
  - 本輯播出后的幾天，Charmaine就從秀發連鎖獲得了經營一兩家沙龍的工作機會。[3][4]
- NBC精彩回放

### 第十一周: Back to School
- 播出日期: 2006年5月8日
- 主辦公司: Outback Steakhouse
- 項目前重組: Sean主動要求到淘金者隊平衡人數，這使兩隊的對抗回到了飛黃騰達1，2，4中的男士對抗的競爭方式。
- 任務: 在罗格斯大学的一場橄欖球比賽上主辦車尾聚會，每隊有單獨的帳篷，車位和廚師，銷售Outback Steakhouse的食物。
  - 銷售額決定勝負。
- 淘金者項目經理: Lee
  - 任務艱難之處: Michael 過于關注節目而忽視了銷售工作，曾為協力隊主動放棄女拉拉隊員。
- 協力者項目經理: Roxanne
  - 任務峰回路轉: 男隊-淘金者隊和罗格斯啦啦隊之間的唯一特許的合作為淘金者獲得了營銷策略的有利條件。女隊-協力隊顯然運氣不佳，但是她們有一個應急方案，以批發送貨的方式進行營銷。這個方式效果很好。淘金者項目經理Lee雖然起始勝算，活動人氣火爆，但是忽略了銷售目標，沒有把人氣轉化為利潤。商業上，全力關注任務的核心問題是非常重要的。
- 獲勝隊: 協力
  - 協力隊的獎賞: 在長島 (紐約)的拉斐爾葡萄園造一瓶有他們自己名字為標簽的酒。
- 失敗隊: 淘金者
  - 失敗原因: 卡羅琳認為，淘金者過于關注活動本身而忽略了將客源轉會為財源。協力隊的食品銷售額為$2750，而淘金者只有$1000不到。淘金者雖執行了優秀的營銷計劃和策略，但是活動進行后結果意外失利。Lee作為項目經理盲目自信，未能考慮針對活動中潛在客戶的營銷計劃。
    - 在7-Eleven活動中，Lee批評過Leslie的高價策略，因而他只是希望通過合理低價的方式針對大學生促銷。顯然，低價策略沒能幫上淘金者，協力的送貨策略更有效。

  - 進入會議室評議: Lee, Sean, Michael淘金者集體被評議，特朗普讓他們等在接待區。
    - 評議轉折點:卡羅琳對Michael很不滿，特別是對他曾為協力隊主動放棄女拉拉隊員的行為。

  - 被解聘: Michael，因為他為協力隊主動放棄女拉拉隊員, 過于關注節目而忽視了銷售工作。雖然Lee通過安排各種活動，也沒能使銷售最大化，但是優勢共享是商務中的大忌，這是Michael致命錯誤，評議中無法忽視。
- 特別之處:
  - 雖然觀眾投標Allie是一大問題隊員，但是協力獲勝了，這周Allie無可指責。
  - 至此 Michael 就是繼 Andrea 的第二位有項目經理全勝戰績的被裁的參賽者。(Michael的戰績1-0; Andrea的為2-0)。 Sean 和 Roxanne是剩下的有項目經理全勝戰績的參賽者。(Sean此時的戰績1-0; Roxanne的為2-0)。
  - 這是挪威郵輪任務后的第一次內部評議的過程也錄像了。
  - Sean本輯中第二次叫Michael爛人。
  - 英式拼法的whilst沒有在淘金者的傳單中出現，Lee將它改成了美式的while。
- NBC精彩回放

### 第十二周: Backs Against the Wal-Mart
- 播出日期: 2006年5月15日
- 贊助公司: 沃尔玛和微軟
- 任務: 在沃尔玛店內建一個交互式三維展示區，向顧客展示微軟即將創新上市的Xbox 360。
  - 由沃尔玛和微軟的執行人員決定有更加吸引人的Xbox 360促銷室內店的獲勝。
  - 回到執行人員評價優劣的方式。
- 淘金者項目經理: Sean
  - 淘金者外包了Xbox 360展示區的構建過程，只關注內部的商品安排。
  - 遭遇困難: 淘金者雇傭的場地建筑商Adrian違約沒能及時履約。Lee多次為Adrian的不明時間安排深感頭痛。
- 協力者項目經理: Tammy
  - Tammy的主題是好萊塢。但是Roxanne和Allie不太支持。
    - 協力隊自己布置場地。

  - 任務艱難之處: 比爾在監視時發現，Allie 和 Roxanne在Tammy為Xbox 360購物籌備時沒有全心投入任務。雖然Tammy和她們談過要全心投入，但是Tammy軟弱，沒能讓她們完全順從。
- 獲勝隊: 淘金者
  - 淘金隊的獎賞: 去好萊塢拜訪Jeffrey Katzenberg。他是夢工場DreamWorks的執行官，負責動畫電影Over the Hedge的配音。
    - 在互联网电影数据库中該片的 演員表 （页面存档备份，存于） 包括相應為BBQ Barry 和 Lunch Table Larry配音的淘金者隊隊員

  - 預告
- 失敗隊: 協力
  - 失敗原因: 沒有標價簽使協力的三維展示失敗，同時還缺少現實生活的人們使用Xbox 360的例子。雖然淘金者的展示區倉促實現，但是表現了面向零售的良好設計。
  - 進入會議室評議: 沒有第二次評議
    - 會議室中的緊張: 特朗普討論到項目經理的戰績，他對Tammy的兩次失敗很不滿意。他對Tammy的展示區布置也不看好，這應征了Brent在第四周對Tammy的批評。 Tammy沒能促使Allie 和 Roxanne完全順從。

  - 被解聘: Tammy領導軟弱，展示區布置差，沒能促使Allie 和 Roxanne完全順從。
- 特別之處:
  - 沃尔玛第二次與飛黃騰達合作。
  - 比預定的播放時間晚一小時。
  - 比爾和Ivanka Trump替代喬治和卡羅琳監視。
    - 比爾的第七次也是最后一次替代喬治評議。
    - Ivanka第四次做評議。

  - 和第四輯中的Felisha一樣，Tammy當項目經理帶隊失敗兩次才被裁。
- NBC精彩回放

### 第十三周: Who Wears the Pants?
- 播出日期: 2006年5月22日
- 主辦公司: 大使套間賓館
- 任務: 為主辦公司的四個不同部門設計一個制服系列。
  - 每個對有設計工作室、服裝設計師和模特。
  - 主辦公司的員工通過服裝展示表演決定獲勝隊。
- 淘金者項目經理: Lee
  - 淘金者通過和員工交流進行市場調研，了解他們所需制服的關鍵元素。重要舉措包括Lee和Sean合作幫助設計師選擇面料，這成為后面獲勝的重要原因之一。
- 協力者項目經理: Allie
  - 任務艱難之處: 協力用她們對時尚的喜愛執行這項任務，但是Roxanne對Allie的設計不是完全滿意。同時她認為Allie在設計時把設計師Mark Ballard惹火了。
    - 任務問題體現: 在時裝秀上，Sean和大使套間賓館的員工對協力設計的服裝非常驚異。
- 獲勝隊: 淘金者
  - 淘金隊的獎賞: 在Aquavit餐館與Ivanka和小特朗普共進晚餐，并向他們取經如何成為第五位特朗普的學徒。
- 失敗隊: 協力
  - 失敗原因: 淘金者的制服更加舒適和專業化。協力的制服不能在所有員工中適用。Ivanka和小特朗普一致宣布淘金者獲勝，因為有83名員工更喜愛淘金者的設計，只有37名對協力傾心。
  - 進入會議室評議: 沒有第二次評議
    - 解聘的關鍵點: 在評議中，客戶關係問題被提上臺面。Ivanka嚴厲批評Allie在設計上走得太極端了。

  - 被解聘: Allie 和 Roxanne 都被解聘，因為她們平時將工作和友誼混在一起，而在會議室相互攻擊不忠誠。Allie對協力的失敗有責任(設計花哨，對設計師粗魯)。
    - Trump本周的經驗談, 工作與友誼, 包括了處理友誼和業務之間的差別。Allie 和 Roxanne對這個問題缺乏認識。
- 特別之處:
  - 本輯中的最后一個常規任務。
  - Allie 和 Roxanne都被裁，沒有第二次評審。這是第二次在第一次評審時所有參與者都被裁。
  - 預告
- NBC精彩回放

### 最后的任務: The Mother of All Tasks
- 起始播出日期: 2006年5月29日 (第14周：決戰)
- 結束播出日期: 2006年6月5日 (第14周：輯落幕)
- 全程贊助公司: Pontiac
- 開始:
  - 在Allie和Roxanne被裁后，Lee和Sean得到Robin的電話，讓他們立即返回會議室。
  - 在會議室，特朗普說會議室不是大家想去的地方，但是這次不同，因為在這里他宣布Lee和Sean是百萬申請特朗普學徒的參賽者中最強的兩人。
  - Lee和Sean回到套間，他們開始組建自己的團隊。
  - 與前四輯不同，Lee和Sean在第二天前都有機會和已經被裁的16名候選人溝通后再決定。
  - 與第四輯相同，Lee和Sean可以按照他們的想法組建團隊。
- Lee的最后任務: 主持在切爾西碼頭的場館舉行由Pontiac贊助的名人冰球賽以支持Leary消防員基金會。
  - 冰球賽上必須有一項該基金會認可的籌款募捐活動。
  - 冰球賽的所有所得將贈予該基金會。
  - Lee的公司名稱: 淘金者
  - Lee的團隊成員: Lenny, Pepi和Roxanne
  - 淘金者的變數:
    - Lys對淘金者提出的具體慈善活動的主意不喜歡。雖然時間很有限，但是Lys和Lee顯然無法相處。
    - 卡羅琳在評審的時候對Lee的領導能力提出了質疑。
    - 卡羅琳對Lee的團隊人員選擇也有疑慮。
- Sean的最后項目: 在新澤西大西洋城的特朗普泰姬陵主持裸背女郎音樂會以支持世界野生動物基金會。
  - 裸背女郎音樂會所有所得將贈予該基金會。
  - Sean的公司名稱: 協力
  - Sean的團隊成員: Tammy, Andrea和Tarek
  - 淘金者的變數:
    - Andrea因有血從她的嘴和鼻子中流出被迫離職看醫生。她癥狀上看像結核病，或者是喉炎。幸好她只是有輕微的腔內發炎，注意即可。她隨后歸隊。
    - Pontiac的執行人員對活動中缺少Pontiac的標志不太滿意。
- 特別之處:
  - 每位執行官有$5000的預算。
  - 因Roxanne和Allie是同時被裁，Lee和Sean沒有進行過評議就自動晉級最后的兩名。
  - 特朗普和卡羅琳都對Pepi沒印象，他們對Lee的團隊人員選擇有顧慮。
  - 這一集的任務注定是本輯中最難的。
  - 雖然兩個團隊都還是很成功的，他們還是有些問題：
    - Lee選擇了Lenny和Pepi, 兩個人都不是很強。Lee在工作中的指示不夠，指示的內容也不明朗。
    - 喬治認為Sean對團隊的監督不密切。不過，Sean還算能將團隊凝聚在一起。
- NBC精彩回放

### 決策時刻
- 播出日期: 2006年6月5日 (第15周：輯落幕)
- 本集的播出時間比較特殊，為 9:30pm ET/PT, 8:30pm CT/MT。
- Lee和Sean都選擇了位于紐約市SoHo區附近的特朗普國際賓館。
  - Sean希望就近和特朗普學習。
  - Lee是土生土長的紐約人。
- 本集是從洛杉磯市區傳奇的Orpheum劇院現場直播，也預示第六輯將在此地。
- 聘用者 電視上: Sean
  - 皇冠獎賞: 一輛2006或2007款Pontiac G6硬頂跑車。
- 沒有被聘: Lee
  - 后序: 雖然Lee在電視上沒能被聘，但由于他的堅持和他的資質，特朗普三個月后在場外聘用了他，[5] 為特朗普房貸公司工作。他上任副主席，負責聯合開發。
- 特別之處:
  - 這是第一次關照投票幫助特朗普做決定。特朗普雖然說這是個一邊倒的決定，但他還是尊重觀眾的意見。
  - 按照慣例，最后的選手不會聽到特朗普經典的“你被解雇了”，這次因為觀眾已經幫特朗普做了決定，所以他只能破例。雖然特朗普對他們兩個人都很滿意，但是他告訴觀眾他不能破例同時聘用，因而尊重觀眾裁Lee聘Sean。第二輯的Jennifer Massey和第六輯的James Sun是另外最后聽到“你被解雇了”的參賽者。
    - 特朗普只打破裁人的規則。

  - 已經雇傭的五個人都有完美全勝項目經理的記錄。
  - Sean否認他要娶Tammy Trenta[6][7]。
- NBC精彩回放

## 外部連結

### 電視劇相關網站
- NBC Official Site
- Yahoo's Apprentice 5 Website
- Lenny and Lee selling T-shirts for charity
- The Orthodox Apprentice （页面存档备份，存于）
- X-box Interviews

### 參賽者網站
- Sean Yazbeck （页面存档备份，存于）
- Lee Bienstock
- Theresa Boutross （页面存档备份，存于）
- Dan Brody
- Brent Buckman （页面存档备份，存于）
- Bryce Gahagan （页面存档备份，存于）
- Charmaine Hunt
- Allie Jablon
- Andrea Lake （页面存档备份，存于）
- Michael Laungani
- Tarek Saab （页面存档备份，存于）
- Roxanne Wilson （页面存档备份，存于）